# Pintor de Berlín 1833

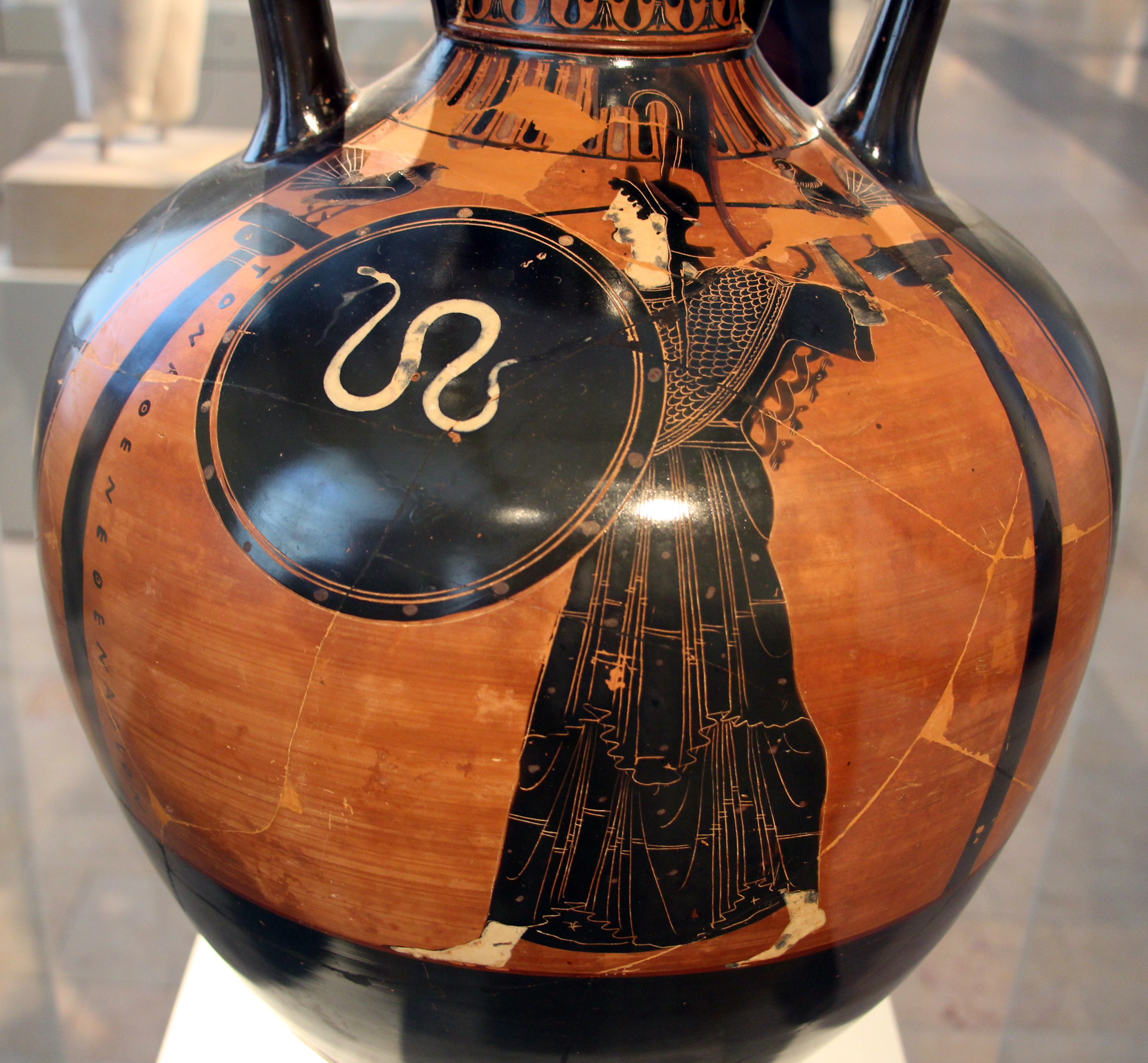

El Pintor de Berlín 1833 fue un pintor griego de vasos de estilo de figuras negras, que trabajó en Atenas entre el 500 y el 480 a. C. John Beazley le atribuyó dos ánforas panatenaicas, así como otras dos que eran estilísticamente cercanas a él. Recibió su nombre convenido por el Ánfora Panatenaica F 1833 en el Antikensammlung Berlin. Perteneció al taller del Pintor de Eucárides al que imitó.

## Obras
Del Pintor de Berlín 1833
- Berlín, Antikensammlung

Ánfora panatenaica F 1833
- Múnich, Staatliche Antikensammlungen

Ánfora panatenaica 1455
Cercanas al pintor de Berlín 1833
- Ánfora panatenaica , Museo de antigüedades de Leiden

Ánfora panatenaica  PC 7
- París, Cabinet des Médailles

Ánfora panatenaica  224